# كتائب الشهيد أحمد أبو الريش
كتائب الشهيد أحمد أبو الريش هي تشكيل مسلح انبثق عن تنظيم «صقور فتح» التابع لحركة فتح في قطاع غزة، أسسه عمرو أبو ستة (1972-2004) عام 2000 وأطلق عليه اسم أحمد خالد أبو الريش، وهو قيادي في مجموعات صقور فتح استشهد في 28 تشرين الثاني 1993 في خانيونس في اشتباك مع وحدة عسكرية صهيونية.
اتخذت كتائب أبو الريش موقفا رافضا للتسوية مع إسرائيل ومعارضا لقيادة حركة فتح الحالية، نفذت كتائب أبو الريش عمليات عسكرية متنوعه بالتنسيق مع «كتائب القسام» و«سرايا القدس» و«كتائب شهداء الاقصى» و«لجان المقاومة الشعبية» ابتداء من إنتفاضة العام 2000. وشاركت في المواجهات التي شهدها قطاع غزة وصولا إلى حرب عام 2014، ولها وجود سياسي وعسكري ملحوظ في جنوب القطاع.